# Německý vpád do Belgie (první světová válka)

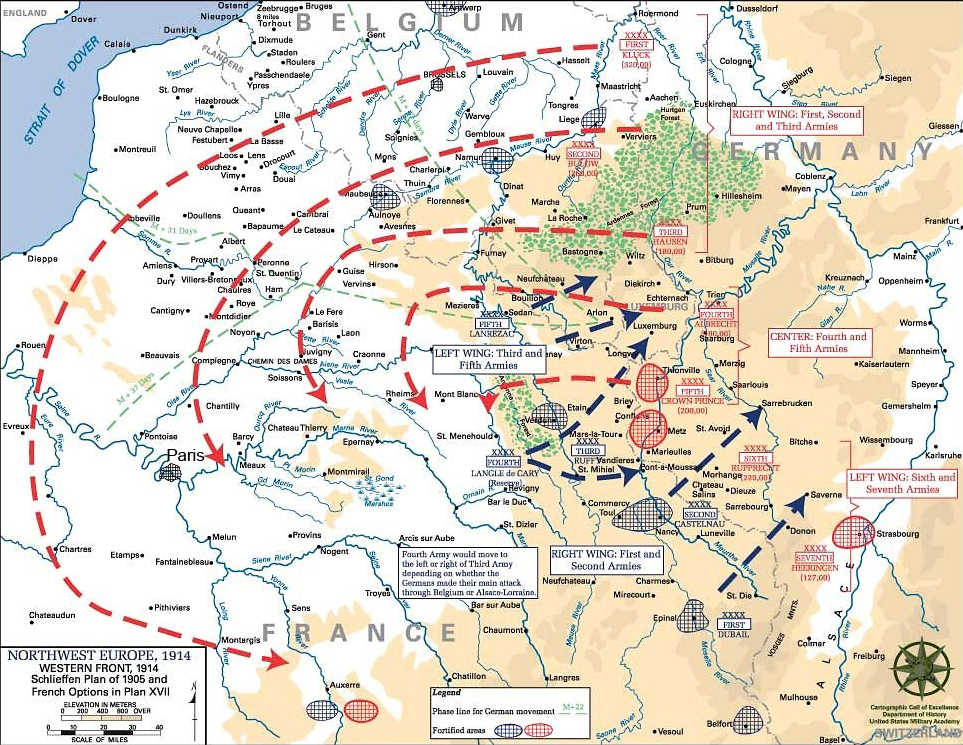
Mapa Schlieffenova plánu na západní frontě - německého útoku na Francii přes Belgii

Německý vpád do Belgie (anglicky German invasion of Belgium) je označení vojenského vpádu Německa do neutrální Belgie v roce 1914. Vpád skončil německým vítězstvím a obsazením Belgie. V důsledku vpádu vyhlásily  Belgie a Spojené království (včetně některých britských závislých území, např. Austrálie a Nového Zélandu) válku Ústředním mocnostem a vstoupily do první světové války po boku Francie a Ruské říše. Německá okupace Belgie skončila až německou kapitulací v roce 1918. 

## Příprava na vpád
Německo muselo v 1. světové válce bojovat na dvou frontách. Podle Schlieffenova plánu bylo třeba nejprve mohutně udeřit na západní frontě (proti Francii) a po rozdrcení protivníka udeřit na východní frontě (proti Rusku). Při útoku na západní frontě se německým vojenským plánovačům jevilo jako výhodné vést úder přes území dvou neutrálních zemí po obou stranách Ardenského lesa. Jeden koridor vedl přes jižní Belgii a druhý přes Lucembursko. Belgie byla neutrální a její neutralita byla zajištěna mezinárodní smlouvou.
Před útokem (2. srpna 1914) Německo předložilo belgické vládě ultimátum, ve kterém požadovalo vstup na belgické území. Zaručovalo přitom:
1. územní celistvost Belgie a její vlastnictví,
2. vyklizení belgického území po skončení války,
3. uhrazení veškerých belgických výdajů a škod v hotovosti ve formě válečných reparací.

Lhůta pro poskytnutí odpovědi byla pouze 12 hodin.
Belgická vláda považovala německé požadavky za ponižující, ultimátum odmítla a belgická veřejnost ji v tom podporovala.

## Vpád do Belgie
Němci vpadli do Belgie a oblehli pevnost Lutych. Po několika dnech se jim podařilo pevnost dobýt a zopakovali původní ultimátum. Belgie ho znovu odmítla a boje pokračovaly. Nakonec, podle očekávání, Belgičané zhruba desetinásobné přesile podlehli. Zdrželi však Němce asi měsíc, takže Francouzi a Britové získali čas připravit se na útok.

## Německé násilnosti

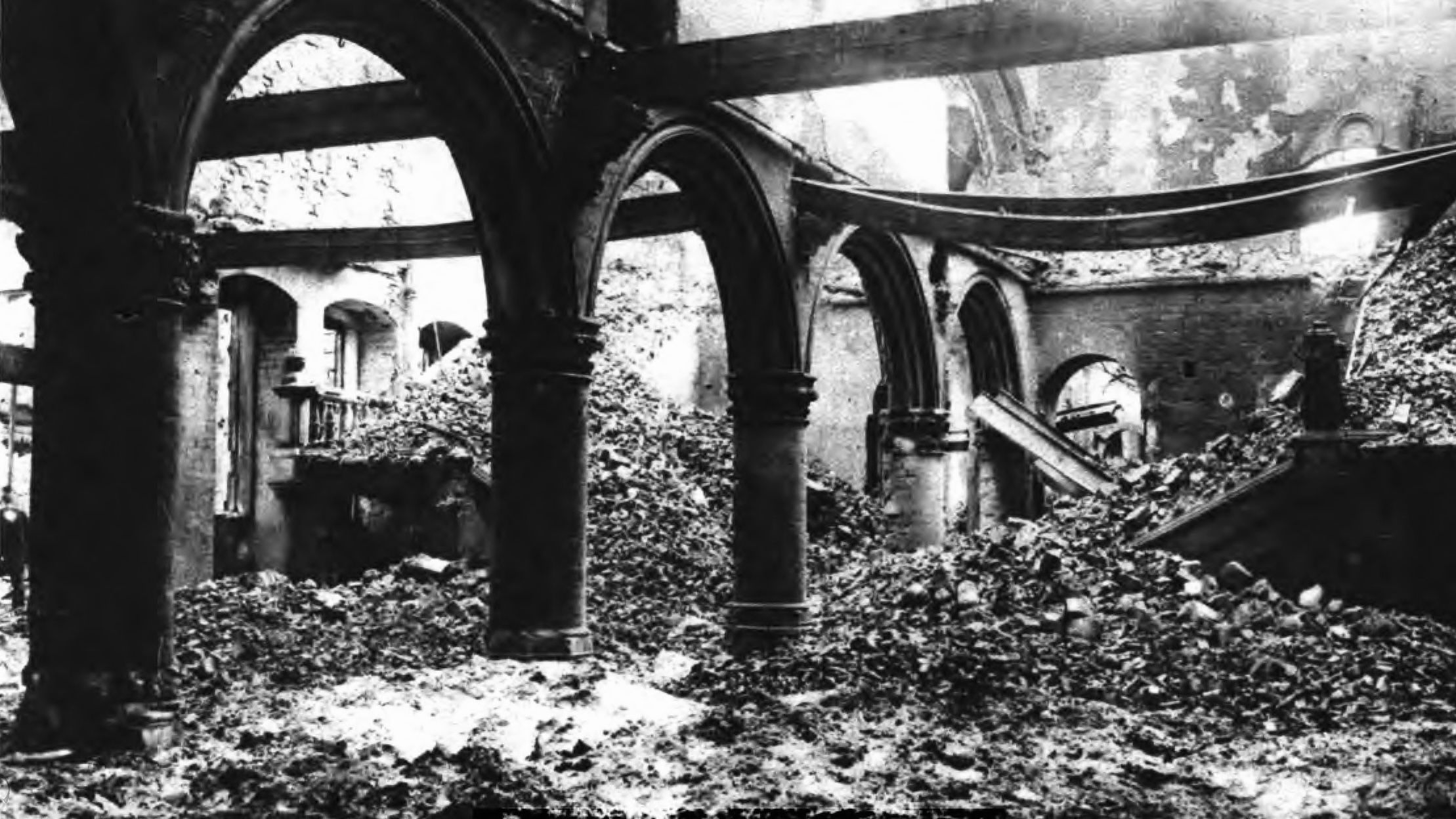
Knihovna Katolické univerzity v Lovani, vypálená Německou armádou v roce 1914

Německé násilnosti na belgickém civilním obyvatelstvu (např. v Dinantu němečtí vojáci 23. srpna 1914 popravili celkem 674 belgických civilistů, 25. srpna 1914 zabili v Lovani celkem 248 místních obyvatel a spálili knihovnu Katolické univerzity v Lovani s 300 000 středověkých rukopisů a knih) byly propagandisticky využity a o německém vpádu do Belgie se v anglickojazyčných zemích hovořilo jako o „znásilnění Belgie“ (Rape of Belgium). K tvrdosti německého postupu v okupované Belgii se později vyjádřil i Adolf Hitler, který ocenil brutalitu, se kterou postupoval německý velitel Colmar von der Goltz při reakci na pokusy místního obyvatelstva sabotovat železniční dopravu.